# Jolubivka
Jolubivka (en ucraniano: Голубівка, romanizado: Holubivka; en ruso: Голубовка, romanizado: Golubovka) es una ciudad ucraniana perteneciente al óblast de Lugansk. Situada en el este del país, hasta 2020 era una ciudad de importancia regional, pero hoy es parte del raión de Alchevsk y centro del municipio (hromada) homónimo. Sin embargo, según el sistema administrativo ruso que ocupa y controla la región, Jolubivka sigue siendo una ciudad de importancia regional. Durante la era soviética y hasta 2016, cuando se cambió su denominación de acuerdo con las leyes de descomunización de Ucrania, se llamaba Kírovsk (en ucraniano: Кіровськ; en ruso: Кировск).
Jolubivka forma parte de la aglomeración Alchevsk-Kádievka, en el Dombás, que cuenta con más de medio millón de habitantes. La ciudad se encuentra ocupada por Rusia desde la guerra del Dombás, siendo administrada como parte de la de facto República Popular de Lugansk y luego ilegalmente integrada en Rusia como parte de la República Popular de Lugansk rusa.

## Geografía
Jolubivka se encuentra a orillas del río Lujan, 55 kilómetros al oeste de Lugansk.

## Historia
Jolubivka fue fundada en 1764 con el nombre de Golubovka por el coronel ruso y nativo de Serbia, Piotr Golub. La primera población estaba formada por siervos traídos por Golub desde las regiones centrales de Rusia. En 1830 los agricultores de la zona encontraron yacimientos de carbón y comenzaron su explotación artesanal. Desde 1890 se desarrolló la industria minera y el pueblo pasó a ser conocido como Golubovski Rudnik (en ucraniano: Голубівський Рудник). Su historia sigue de cerca el desarrollo industrial de la parte oriental de Ucrania. Desde la década de 1890 (en el contexto del rápido crecimiento de la industria minera en el sur de Rusia y el desarrollo del transporte ferroviario), las inversiones extranjeras, principalmente francesas y belgas, llegaron a Golubivka, gracias a las cuales se crearon grandes minas con miles de trabajadores y la equipos de última generación (aunque la situación de los mineros seguía siendo muy difícil). La ciudad creció con la explotación de las minas de carbón de la región.  
En la Segunda Guerra Mundial, Jolubivka fue ocupado por tropas alemanas de la Wehrmacht desde el 12 de julio de 1942 hasta el 3 de septiembre de 1943.  
Cuando el área fue recuperada tras la Segunda Guerra Mundial, el asentamiento pasó a llamarse Kírovsk en honor al exalcalde de Leningrado Serguéi Kirov. En 1944-1949 se reconstruyeron las minas destruidas durante la guerra. En 1962 se le concedieron al asentamiento los derechos de ciudad. El paisaje alrededor de la ciudad es notable por las colinas artificiales en forma de pirámide, subproductos de la industria minera del carbón. Kírovsk alcanzó su máximo apogeo en los años 80. 
A partir del 25 de septiembre de 2014, durante la guerra del Dombás, los separatistas prorrusos tomaron el control de Jolubivka y desde entonces está controlado por la autoproclamada República Popular de Lugansk. El 7 de octubre de 2014, mediante decreto, el consejo de asentamiento Novotóshkovska fue removido de la subordinación de Kirovsk y se incluyó en el municipio de Popasna. El 12 de mayo de 2016, el parlamento nacional de Ucrania, la Rada Suprema, decidió devolver a la ciudad el nombre histórico de Jolubivka como parte de sus leyes de descomunización de Ucrania.

## Demografía
La evolución de la población entre 1923 y 2022 fue la siguiente:
| 4996                                                          | 8332 | 26 500 | 44 755 | 39 978 | 41 334 | 35 199 | 29 235 | 28 886 | 27 167 | 26 654 |
| (Fuente: Cities & Towns of Ukraine y UKRAINE: Größere Städte) |      |        |        |        |        |        |        |        |        |        |

Según el censo de 2001, el 56,9% de la población son ucranianos, el 40,7% son rusos y el resto de minorías son principalmente bielorrusos (1%). En cuanto al idioma, la lengua materna de la mayoría de los habitantes, el 84,6%, es el ruso; del 14,9% es el ucraniano.

## Economía
La situación económica de la ciudad es mala, pues las minas, que fueron el principal lugar de trabajo y fuente de ingresos de los habitantes durante un siglo, están cerradas. De las grandes empresas no mineras del carbón, solo quedaron la planta metalúrgica Centrokuz y una fábrica de prendas de vestir, lo que redujo la producción en comparación con la década de 1980. 

## Cultura

### Deporte
En 1996, el exitoso club de fútbol FK Metalurg Donetsk surgió del club de fútbol FK Antrazit Kirovsk, que en ocasiones jugó en la máxima liga de fútbol de Ucrania, la Liga Premier de Ucrania.

## Galería

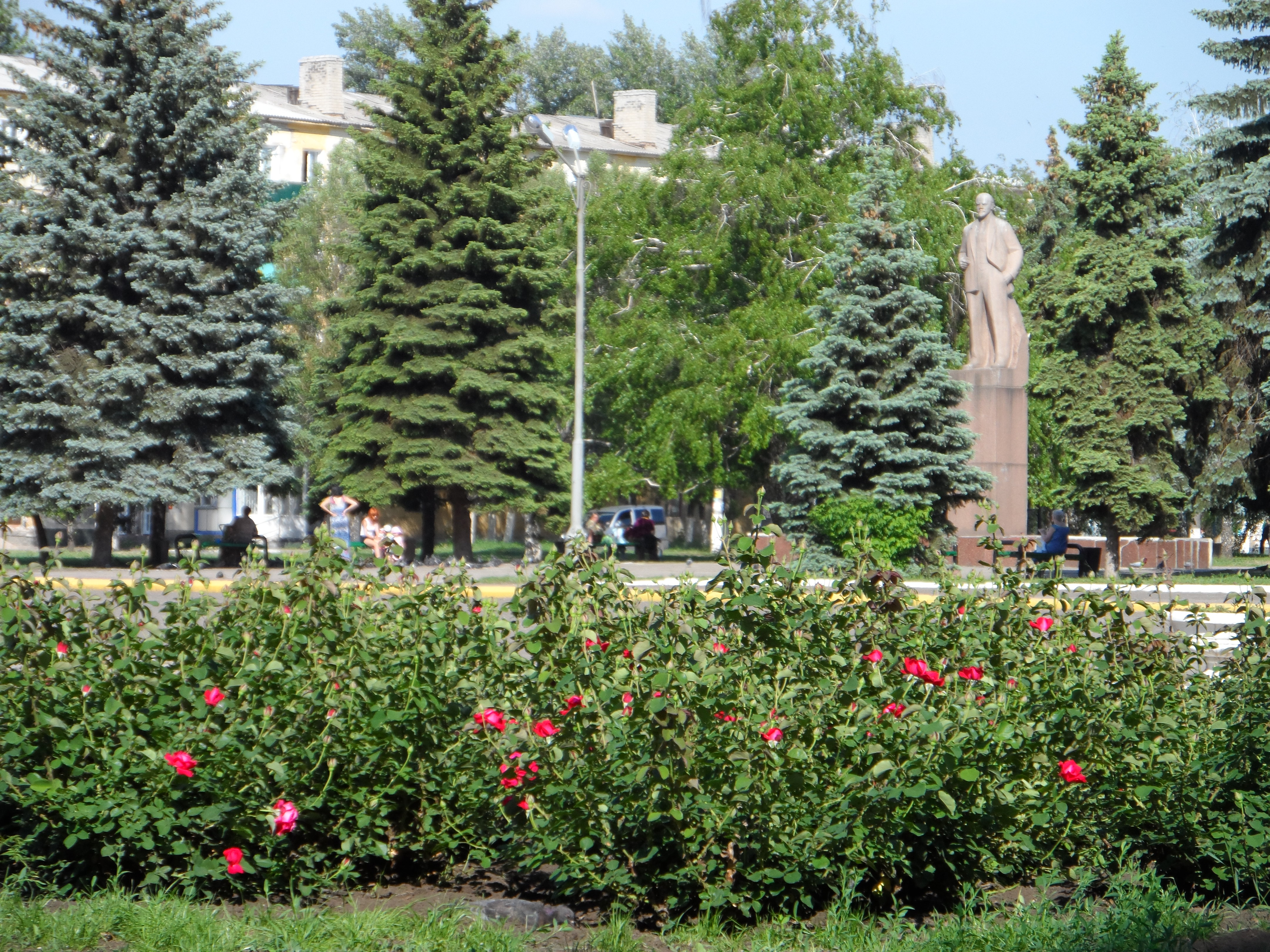
Jardín en el centro de la ciudad
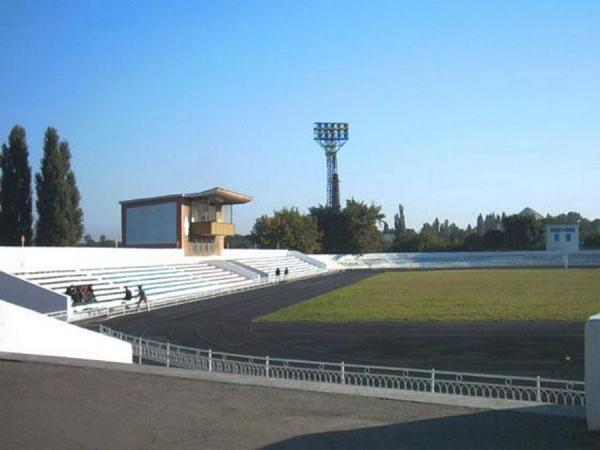
Estadio Shájtar de Jolubivka